# Pullman Shanghai Skyway Hotel
Le Pullman Shanghai Skyway Hotel est un gratte-ciel de 226 mètres construit en 2007 à Shanghai en Chine. 
L'immeuble a été conçu par l'agence d'architecture française Arte Charpentier et Associés et l'agence canadienne Bregman + Hamann Architects.